# Mellan-Båtskär
Mellan-Båtskär är en ö nära Ängsö i Nagu,  Finland. Den ligger i Skärgårdshavet i Pargas stad i den ekonomiska regionen  Åboland i landskapet Egentliga Finland, i den sydvästra delen av landet. Ön ligger omkring 5 kilometer sydost om Ängsö, 13 kilometer sydväst om Nagu kyrka, 48 kilometer sydväst om Åbo och omkring 170 kilometer väster om Helsingfors. Närmaste allmänna förbindelse är förbindelsebryggan vid Hummelholm som trafikeras av M/S Cheri.
Öns area är 4,3 hektar och dess största längd är 240 meter i öst-västlig riktning.